# Lausanne UC
Lausanne UC – szwajcarski męski klub siatkarski z Lozanny założony w 1975 roku. Obecnie występuje w Nationalliga A.

## Sukcesy
Puchar Szwajcarii:
- 1958, 1959, 1962, 1995, 2008, 2010, 2011, 2015

Mistrzostwo Szwajcarii:
- 1959, 1960, 1983, 1991, 1992, 1993, 1994, 1995, 2008, 2018, 2019
- 1981, 1982, 1984, 1985, 1987, 1990, 2000, 2005, 2009, 2015, 2016
- 1988, 1989, 1996, 1998, 1999, 2001, 2004, 2007, 2010, 2011, 2014, 2024[1]

Superpuchar Szwajcarii:
- 2008, 2009, 2015, 2018